# БелАЗ-75601
БелАЗ-75601 — карьерный самосвал Белорусского автомобильного завода; предназначен для транспортирования горной массы в разрыхлённом состоянии по технологическим дорогам на открытых разработках полезных ископаемых с различными климатическими условиями, при температуре от −50 до + 50 градусов Цельсия.
Создан к 50-летнему юбилею управления главного конструктора в апреле 2010 года. БелАЗ-75601 грузоподъемностью 360 тонн, оснащен двигателем MTU 20V400 мощностью 2800 кВт (3807 л. с.), электромеханической трансмиссией переменно-переменного тока. Самосвал может развивать скорость до 64 км/ч.